# X JAPAN WORLD TOUR Live in YOKOHAMA 超強行突破 七転八起 〜世界に向かって〜
『X JAPAN WORLD TOUR Live in YOKOHAMA 超強行突破 七転八起 〜世界に向かって〜』は、日本のロックバンドX JAPANが横浜国際総合競技場において、2010年の8月14日と8月15日の2日間開催したコンサートである。

## 概要
2008年12月31日の「X JAPAN COUNTDOWN GIG 〜初心に帰って〜」を皮切りにスタートしたX JAPANのワールド・ツアーの日本公演。
2009年の台湾公演「X JAPAN WORLD TOUR Live in TAIPEI」以降、YOSHIKIの頸椎椎間孔切除の手術や、Toshlの肋間神経痛による入院などで活動停止を余儀なくされていたが、2010年1月6日～14日、アメリカ・ロサンゼルスのPV撮影で活動を再開。アルバムレコーディングも進む中、アメリカ・シカゴのロックフェスティバル・「ロラパルーザ」の出演と本公演が決定。
本公演はX JAPANとしては初の野外単独公演である。
また本公演直前に、元メンバー・TAIJIが緊急参戦することが発表された。これはToshlを通じてTAIJIとYOSHIKIが会ったことがきっかけ。TAIJIとメンバーの共演は1992年の「東京ドーム3DAYS 〜破滅に向かって〜」以来、実に18年ぶりとなった。YOSHIKIは「TAIJIの曲もやるかもしれない」と言っており、Voiceless Screamingの演奏を打診していたが、TAIJI側が時間がないとして断ったため、当日のTAIJIの参加は両日とも「X」のみであった。なお、TAIJIが2011年7月17日に他界したため、このライヴが最後の共演となった。
復活後の公演の中では少なめの曲数であったが、「ロラパルーザ」でも披露された新オープニングSE「Miracle」に新曲「Born To Be Free」の演奏や、Love Replica(Jealousy (Xのアルバムを参照))＿PATAとSUGIZOのギターバトル（2日目はHEATHも加わっての掛け合い）、アコースティックコーナーにSUGIZOがバイオリンで参加するなどの新しい試みがあった。また「ENDLESS RAIN」ではHIDEのギターソロパートをSUGIZOが初演奏した。

## セットリスト

### 再会の夜 (2010年8月14日）
- 1.Miracle(S.E.)
- 2.JADE
- 3.Rusty Nail
  - PATA & SUGIZO GuitarSolo 〜Love Replica
- 4.Say Anything(Acoustic ver.)
  - YOSHIKI PianoSolo 〜Tears
- 5.紅
- 6.BORN TO BE FREE
- アンコール1
- 7.Forever Love(Piano ver.)
- 8.I.V.
- 9.X(with TAIJI)
- アンコール2
- 10.ENDLESS RAIN
- 11.Tears (English ver.)(S.E.)
- 12.Forever Love (Last Mix)(S.E.)
- 13.Tears(S.E.)
- 14.UNFINISHED(S.E.)

### 真夏の夜（2010年8月15日）
- 1.Miracle(S.E.)
- 2.JADE
- 3.Rusty Nail
- 4.DRAIN
- 5.Forever Love(Acoustic ver.)
- 6.Tears
- 7.紅
- 8.BORN TO BE FREE
  - PATA & SUGIZO & HEATH Guitar・BassSolo 〜 Love Replica
  - YOSHIKI DrumSolo
- 9.I.V.
- アンコール1
- 10.UNFINISHED(Short ver.)
- 11.X(with TAIJI)
- アンコール2
- 12.ENDLESS RAIN
- 13.Tears (English ver.)(S.E.)
- 14.Forever Love (Last Mix)(S.E.)
- 15.Tears(S.E.)
- 16.UNFINISHED(S.E.)